# Judengasse 54 (Coburg)

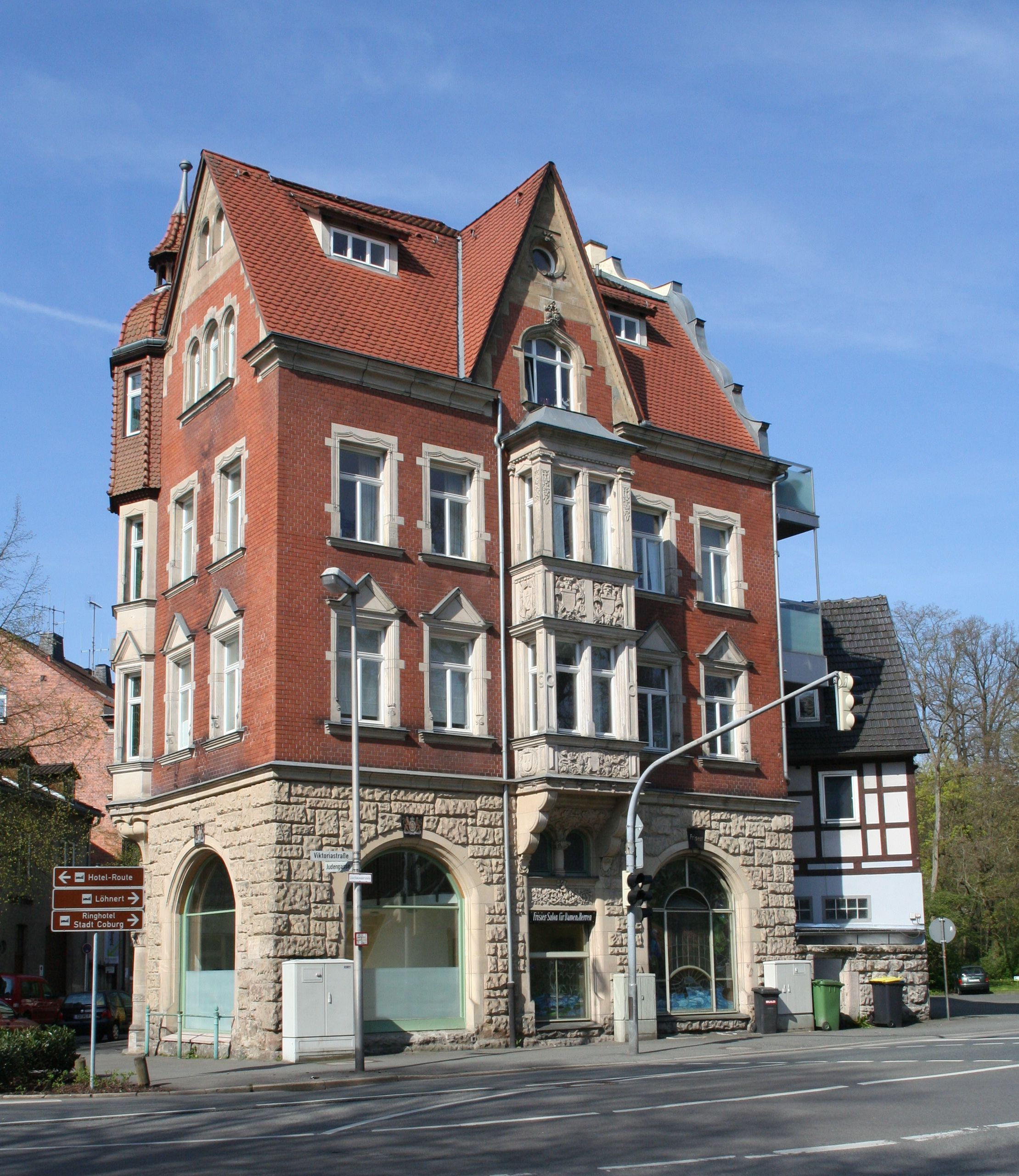
Nordostfassade

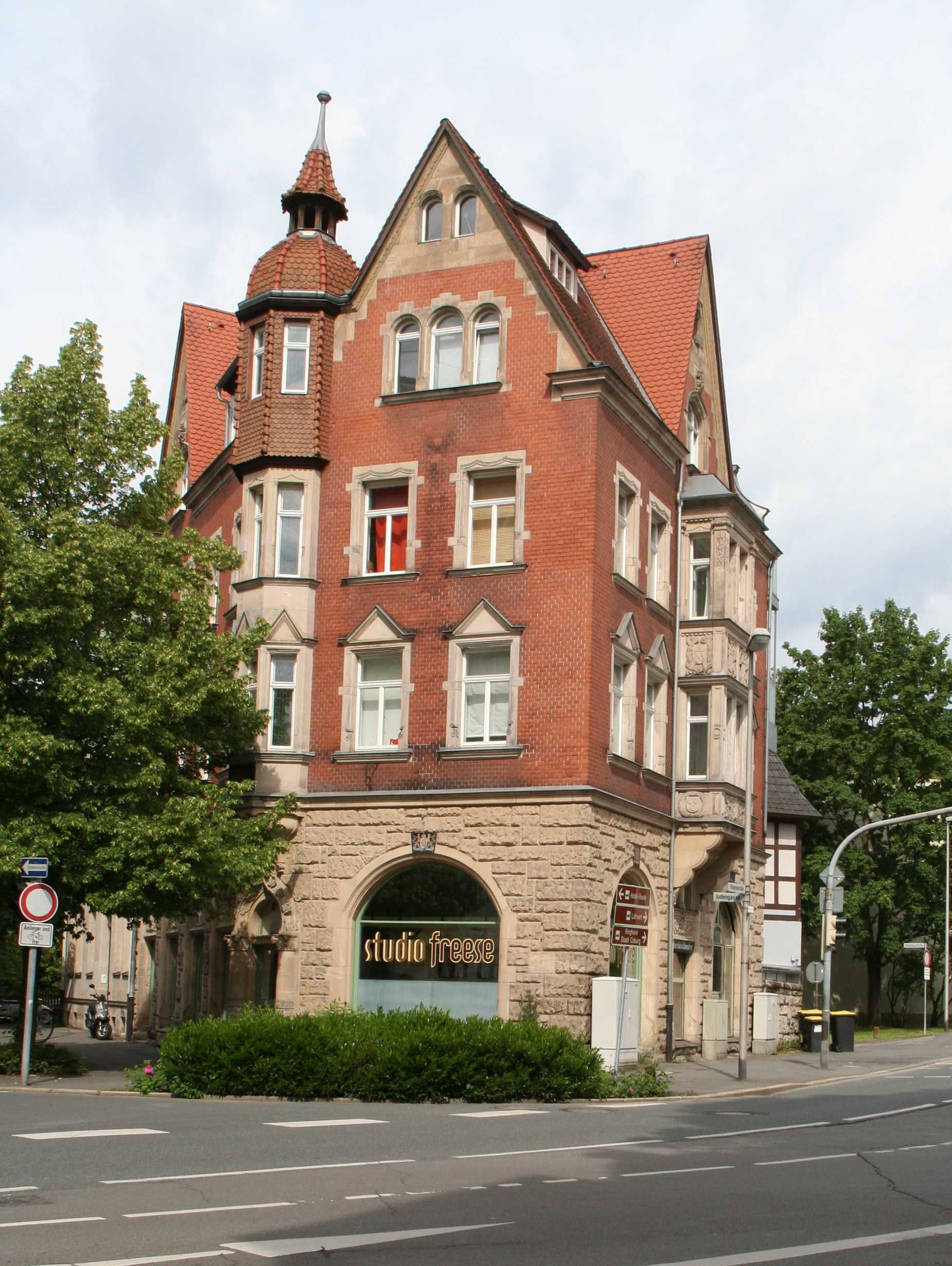
Südostfassade

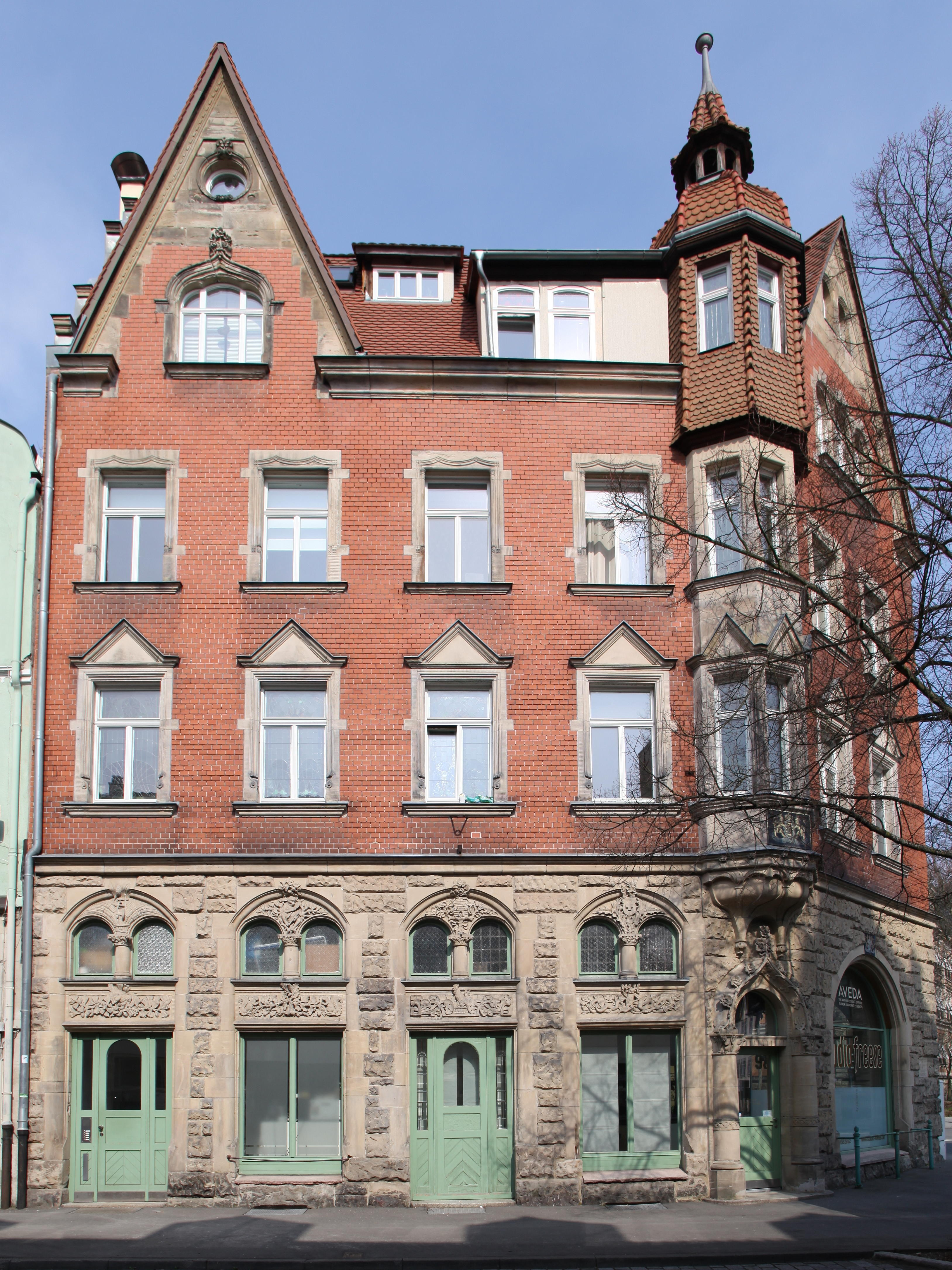
Südwestfassade

Das Haus Judengasse 54 in der oberfränkischen Stadt Coburg ist ein repräsentatives Jugendstilgebäude, das 1903  errichtet wurde und als Baudenkmal in der Bayerischen Denkmalliste eingetragen ist.

## Geschichte
Das 1866 entstandene Wohnhaus des Kohlenhändlers Christian Heß wurde, durch Hochwasser der Itz stark beschädigt, 1903 durch ein vom Maurermeister Paul Schaarschmidt im historisierenden Jugendstil erbautes Gebäude ersetzt. Der gelernte Masseur Peter Eichmüller aus Stöppach erwarb das Mietshaus, in dem er auch wohnte, und betrieb im Erdgeschoss Eichmüllers Sanitäts- und Parfümeriegeschäft mit einem angeschlossenen Friseursalon, das vorher seit 1889 im Haus Viktoriastraße 9 ansässig war. Insbesondere durch das in der Nachbarschaft 1907 eröffnete Ernst-Alexandrinen-Volksbad florierte das Geschäft. Nachdem Peter Eichmüller im Jahr 1930 gestorben war, führten seine Frau Julie und die gemeinsame Tochter Frieda Stöckel das Sanitäts- und Parfümeriegeschäft weiter. Die Leitung des Geschäfts übernahm 1943 die Enkelin Gerda Buschbacher bis zu ihrem Tod 1956. Der Friseursalon wurde nach 1930 verpachtet, später waren in dem Laden unter anderem ein Elektrogeschäft und ein Kochstudio untergebracht. Seit 2008 ist in den Jugendstilräumen wieder ein Friseur tätig. Bei der Innenraumgestaltung kam insbesondere die detailreiche Stuckdecke und die Jugendstilverglasung wieder zur Geltung.

## Architektur
Der Grundriss des Hauses entspricht dem trapezförmigen Zuschnitt des Grundstücks mit einer schmalen Giebelseite zur Judengasse/Viktoriastraße hin. Das mit bossierten Quadern gestaltete Erdgeschoss kontrastiert mit den Sandsteingliederungen der Ziegelobergeschosse. An der Giebel- und der rechten Langseite zur Viktoriastraße hin befinden sich die wichtigen Gliederungselemente des dreigeschossigen Gebäudes. Ein schlanker, polygonaler Eckerker mit Laterne und einem Erkerfuß über dem verzierten Eckeingang betont die linke Schmalseite. Die Spitzverdachung der Fenster im ersten Obergeschoss befindet sich auch im Erker, das verschindelte zweite Obergeschoss gehört optisch zum Dachgeschoss. Das Giebelfeld weist im Gegensatz zur linken Fassade Rundbogenfenster auf. Die rechte Langseite wird von einem mittigen, zweiachsigen, reich ornamentierten Kastenerker beherrscht, der über zwei Geschosse aufragt und auf Konsolen über einem Ladenfenster ruht. Seine Brüstungsfelder schmücken dichte vegetabile Dekorationen. Das steile Satteldach überragt ein spitzer Zwerchhausgiebel bis zur Höhe des Hauptfirstes. Die Keilsteine der Erdgeschossfenster tragen die Embleme des Hosenbandordens und des Friseurhandwerks, was auf den Frisiersalon von Peter Eichmüller hinweist. Ein weiterer steiler Zwerchhausgiebel mit einem Zierfenster ragt auf der linken Langseite aus dem dortigen Mansarddach ebenfalls bis zur Hauptfirstlinie heraus. Zwei von jeweils zwei Schaufenstern flankierte Portale bestimmen das Erscheinungsbild des Erdgeschosses. In allen vier Öffnungen befinden sich rundbogige, von einem Segmentbogen überfangene, aufwändig figürlich und vegetabil ornamentierte Doppelfenster. Die alte, zum Teil erhaltene Jugendstilverglasung wurde 1984–1986 restauriert; 1993 wurde das Dach instand gesetzt und die Fassade saniert.